# 孙扎农村居民点
孙扎农村居民点（俄语：Сунженское сельское поселение）是俄罗斯联邦伊万诺沃州维丘加区所属的一个农村居民点。其下辖有69个居民点，行政中心为切尔托维希。据2016年统计，该农村居民点的人口为3717人。